# Gárdonyi Géza Emlékház
A Gárdonyi Géza Emlékház a Fejér vármegyei Agárdon található, Gárdonyi Géza szülőházában berendezett múzeum. Az egri Gárdonyi Géza Emlékmúzeum mellett az ország jelentős Gárdonyi-emlékhelye.

## Története
Gárdonyi Géza – Ziegler Géza néven – 1863. augusztus 3-án született és nyolc hónapos koráig, 1864. április 24-éig élt az agárdpusztai Nádasdy-uradalomban. Apja, Ziegler Sándor 1862 februárja óta dolgozott itt uradalmi gépészként. Az épület hosszú gerincű, meszelt téglafalú, egykor nádfedelű, ma cseréptetős cselédház. A Nádasdyak eredetileg tanítóháznak szánták, ezért is épült vályog helyett téglából, de az író születésekor az uradalmi cselédség „arisztokráciája”, a mesteremberek – kőműves, gépész, kovács – lakták az épületet. Mindegyik család háromosztatú lakrész felett rendelkezett, a déli oldalon nyíló három ajtó egy-egy pitvarra szolgált, amelyet jobbról-balról egy-egy döngölt padlójú, búbos kemencés szoba zárt közre. A szobánkénti egy-egy ablakszemet szintén az épület déli oldalába vágták. Az uradalmi gépész Ziegleréké volt a középső lakrész, a leendő író születésekor itt éltek szülei, apai nagyanyja és kétéves nővére.
Az író halálát követően vörösmárvány emléktábla került az épületre, az emlékházat pedig 1988-ban nyitották meg. A ház egymásba nyitott szobáiban az író életének dokumentumaival, fényképeivel és emléktárgyaival ismerkedhet meg a látogató, illetve a falakon elhelyezett leírások hozzák közelebb Gárdonyi életét és munkásságát. Az irodalomtörténeti érdekességű tárlat mellett egy korabeli bútorokkal és tárgyakkal berendezett paraszti konyhát is kialakítottak a szervezők. A múzeum időszakosan, rendszerint a fő idegenforgalmi szezonban látogatható. Az író születésének százötvenedik évfordulóján, 2013 augusztusában avatták fel az író egész alakos ülő szobrát, Kligl Sándor alkotását az emlékháznál. 2014. augusztus 2-án avatták fel a szülőház falán huszonkét Fejér vármegyei származású és kötődésű magyar költő és író emlékfalát.
Az emlékháztól mintegy 200 méterre északra, az út mellett található a római katolikus Szent Anna-kápolna, ahol az írót megkeresztelték. Agárd központjában, a Balatoni út és a Petőfi Sándor utca kereszteződésénél, egy parkban található Gárdonyi egyik mellszobra.

## Képgaléria

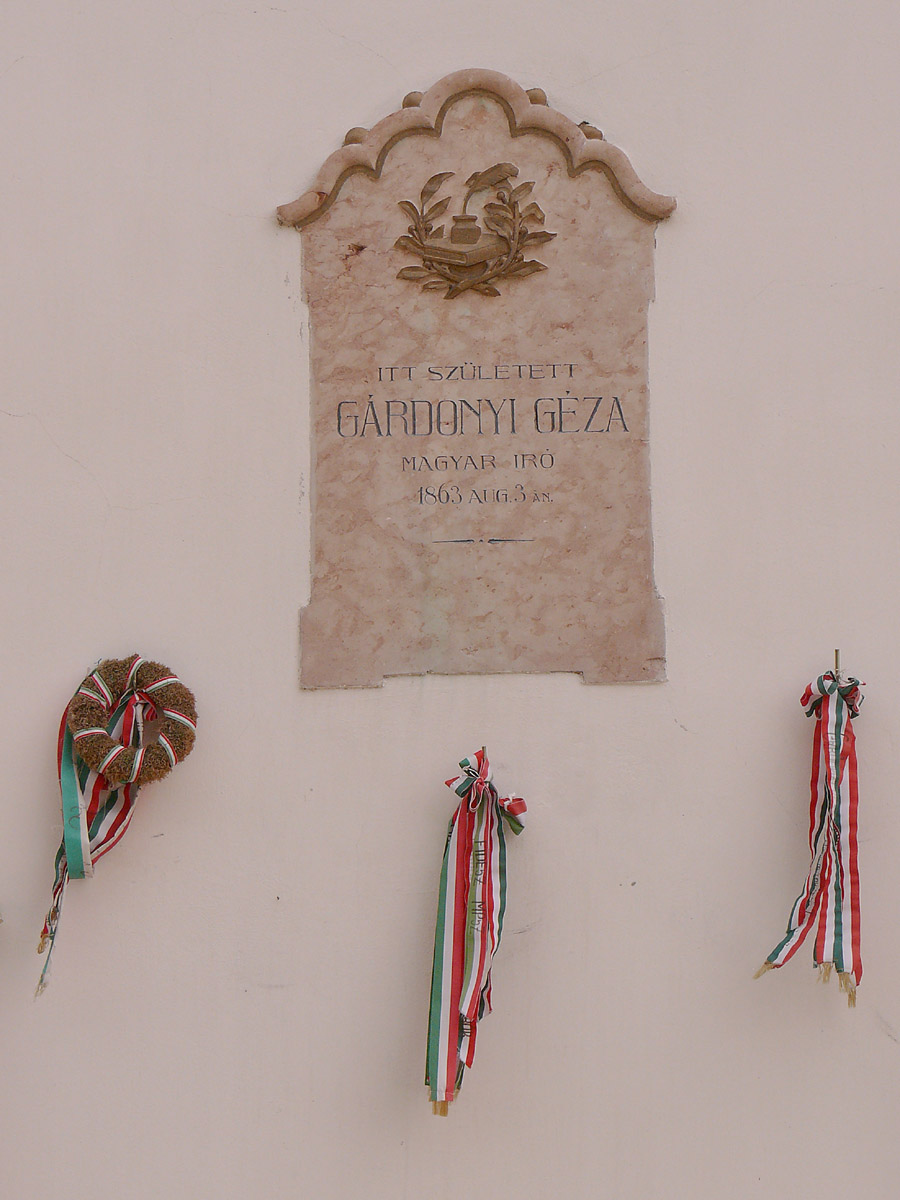
Gárdonyi emléktáblája a szülőház falán
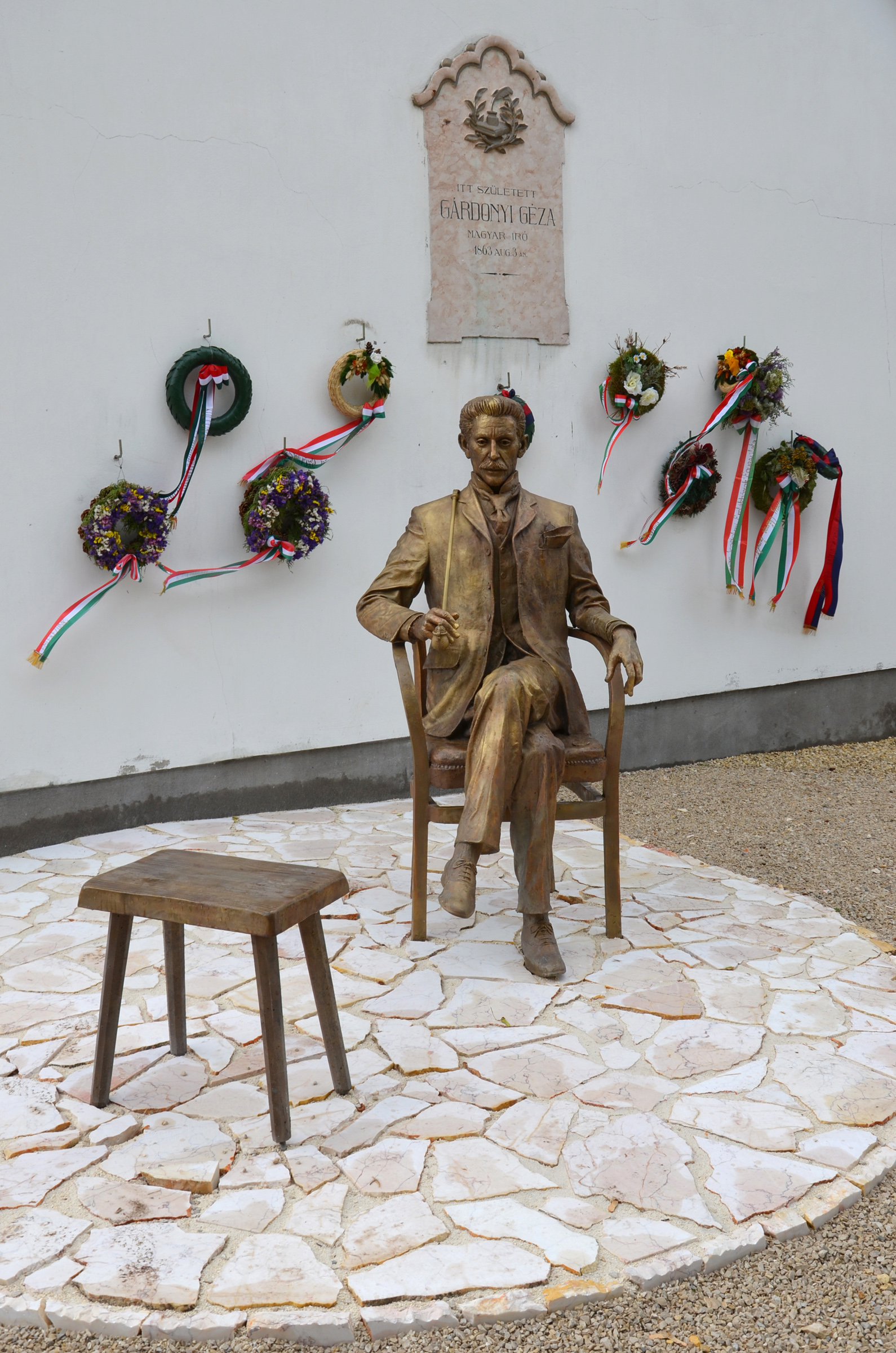
Gárdonyi egész alakos szobra
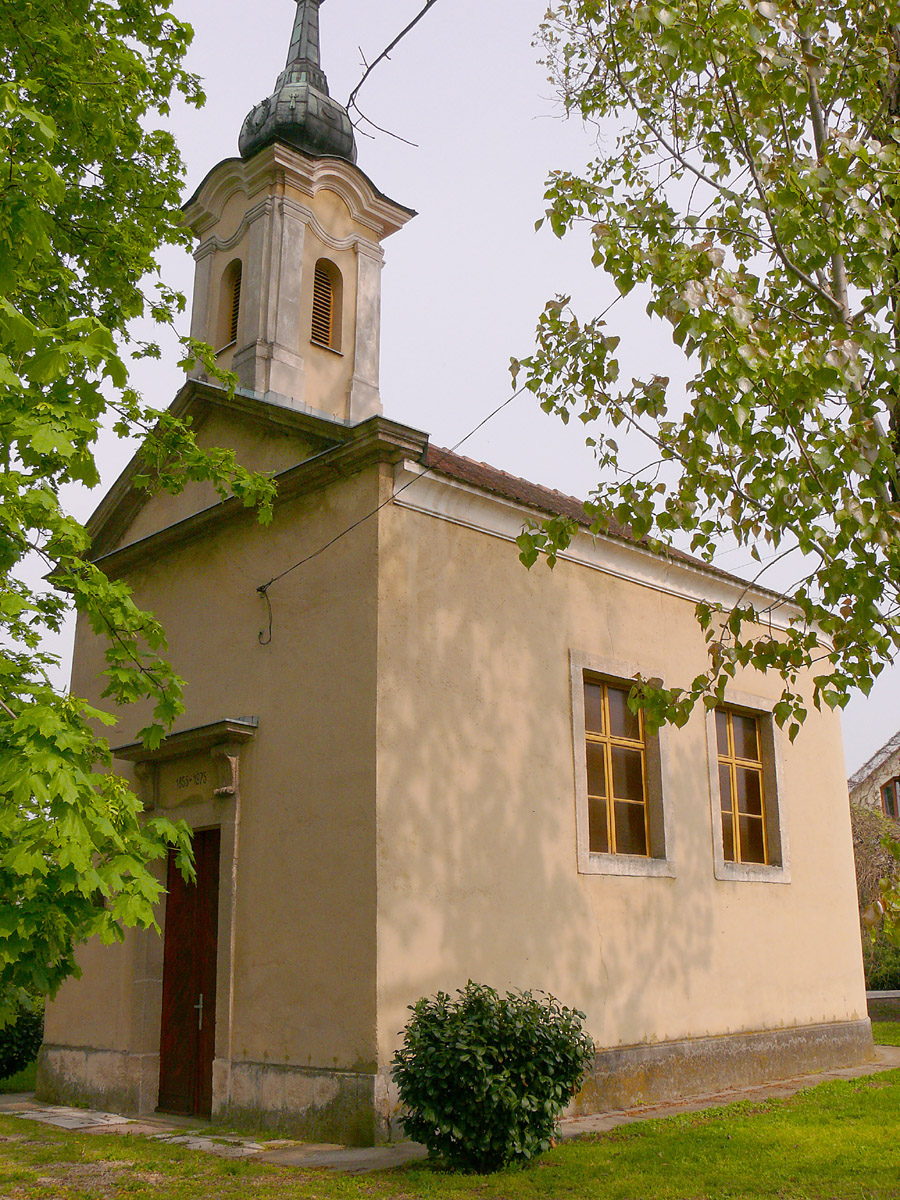
A Szent Anna-kápolna
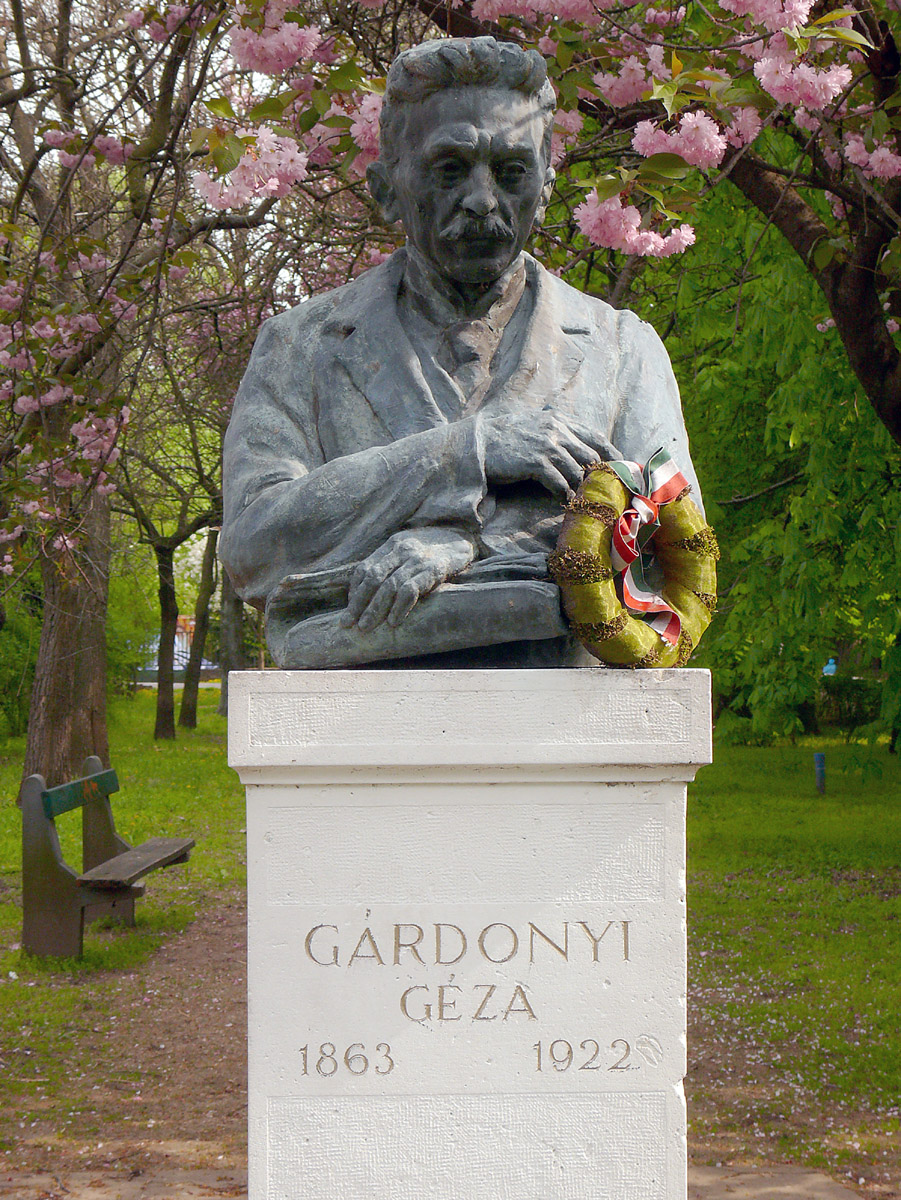
Gárdonyi-mellszobor Agárdon